# Paul Krogius
Paul Krogius, född 22 mars 1724 i Borgå, död 12 januari 1792 i Åbo, var en svensk biskop.

## Biografi
Paul Krogius föddes d1724 som son till prästen och ärkediakonen Paul Krogius den äldre i Borgå och dennes hustru Catharina Wadsten, som var dotter till ärkediakonen Gabriel Wadsten i Borgå. Hans far blev sedermera kyrkoherde i Pieksämäki. Krogius var tvungen att fly tillsammans med sina föräldrar och sin bror till Uppsala under Hattarnas ryska krig, då ryska trupper besatte Åbo. Vid sin ankomst började han studera vid Uppsala universitet. Han var lektor vid Åbo akademi och blev domprost 1769.
Han var riksdagsman vid Riksdagen 1778, och han blev vid kronprins Gustav Adolfs dop 1778 utsedd till en av prinsens faddrar, varför han den 27 december 1778 på Stockholms slott mottog Gustav III:s faddertecken. Han var även riksdagsman vid Riksdagen 1786.
Han utnämndes till biskop i Borgå stift den 18 maj 1789. Han dog dog redan den 12 januari 1792 under resan till Riksdagen i Gävle.

### Familj
Krogius var gift med Anna Sara Hassel, dotter till kanslirådet Henrik Hassel.
De fick bland annat sonen Fredrik Wilhelm Krogius som den 11 juni 1817 adlades med namnet Edelheim av den ryske tsaren.

## Utmärkelser
- Gustav III:s faddertecken - 27 december 1778